# Morris Kline
Morris Kline (1 de mayo de 1908-10 de junio de 1992) fue profesor de matemáticas, escritor de historia, filosofía y enseñanza de las matemáticas, y un gran divulgador de temas matemáticos.

## Carrera
Kline nació en una familia judía en Brooklyn, y residió en Jamaica, Queens. Después de graduarse en la Boys High School de Brooklyn, estudió matemáticas en la Universidad de Nueva York, obteniendo la licenciatura en 1930, la maestría en 1932, y el doctorado en 1936. Continuó en la NYU como instructor hasta 1942.
Durante la Segunda Guerra Mundial, Kline fue enviado al Signal Corps de la armada norteamericana, con sede en Belmar, Nueva Jersey. Trabajó con físico en el laboratorio de ingeniería mientras se desarrollaba el proyecto RADAR. Después de la guerra continuó investigando sobre electromagnetismo, y de 1946 a 1966 fue director de la división de la investigación electromagnética en el Instituto Courant de Ciencias Matemáticas.
Kline reanudó su enseñanza de las matemáticas en la Universidad de Nueva York, hasta convertirse en profesor en 1952, donde se dedicó a la enseñanza hasta 1975. Escribió numerosos artículos y más de una docena de libros sobre diversos aspectos de las matemáticas, en particular sobre la enseñanza de las matemáticas. En repetidas ocasiones insistió en la necesidad de enseñar las aplicaciones y la utilidad de las matemáticas en lugar de esperar a que los estudiantes disfruten de ella por placer propio. Instó a que la investigación matemática se concentrara en la resolución de problemas planteados en otros ámbitos en lugar de construir las estructuras de interés sólo para otros matemáticos. Uno puede hacerse una idea de la visión de Kline en las siguientes líneas:
Quisiera instar a todos los maestros a convertirse en actores. Su técnica en el aula debe ser apoyada por todos los dispositivos utilizados en el teatro. Los maestros pueden y deben ser dramáticos en clase. No sólo mencionar hechos, sino también aplicarlos. Se pueden utilizar incluso las excentricidades del comportamiento humano para despertar el interés. No debemos tener miedo al humor y debemos utilizarlo libremente. Incluso una broma irrelevante es enormemente gratificante para la clase.

## Crítica a la educación en matemáticas
Kline fue protagonista en el programa de reforma a la educación matemática que se produjo en la segunda mitad del siglo XX, período incluido en los programas de la nueva matemática. En 1956 publicó en una revista matemática "textos matemáticos y profesores: una diatriba", donde menciona como los profesores culpan a los estudiantes de los fracasos en la enseñanza. Escribió: «Hay un problema de los estudiantes, pero también hay otros tres factores que son responsables de la situación actual del aprendizaje de las matemáticas, a saber, los planes de estudios, los textos, y los profesores.» La diatriba toca la fibra sensible, y los cambios comenzaron a suceder. Pero luego Kline criticó algunos de los cambios. En 1958 escribió «antiguos contra modernos: una nueva batalla de los libros». El artículo estaba acompañado con una réplica de Albert E. Meder Jr. de la Universidad de Rutgers. Dijo: «"me parece objetable primero, por ser vago, totalmente indocumentado, y por tener puntos de vista en manos de modernistas, y en segundo lugar, por tener inferencias no dichas por los modernistas»
En 1966 Kline cedió a la presión de proponer algo positivo con su plan de ocho páginas de secundaria. James H. Zant refutó este artículo afirmando que Kline tenía «una falta general de conocimiento de lo que estaba pasando en las escuelas con respecto a los libros de texto, la enseñanza y el currículo.» Criticó la escritura de Kline por «la vaguedad, la distorsión de los hechos, las declaraciones de indocumentados y de generalización.»
Kline continuó su crítica de la educación matemática con su artículo de 1966 «intelectuales y escuelas: un caso histórico» en la (36:505-11). En 1970 siguió con «lógica versus pedagogía» en la American Mathematical Monthly (77:264-82).
En 1973, St. Martin's Press contribuyó al diálogo publicando la crítica de Kline, El fracaso de la matemática moderna. ¿Porqué Juanito no saber sumar?. Su primer capítulo es una parodia de la instrucción que muestra cómo las intuiciones de los estudiantes son desafiadas por la nueva jerga. El libro recapitula los debates de Mathematics Teacher, con Kline concediendo algunos progresos: cita de Howard Fehr de la Universidad de Columbia, que trató de unificar la materia a través de sus conceptos generales: conjuntos, operaciones, funciones, relaciones y estructuras en el estudio Secondary School Mathematics Curriculum Improvement. 
En 1977, Kline se dirigió a la educación universitaria de pregrado; atacó el establishment académico de las matemáticas en su libro ¿Por qué el profesor no puede enseñar: el dilema de la educación universitaria. Kline sostiene que la responsabilidad de los profesores de los Estados Unidos de hacer investigación va en contra del método académico que debería caracterizar a los buenos profesores. De los académicos espera una actitud crítica hacia los temas, materiales y métodos. Entre las refutaciones más conocidas destacan las de DT Finkbeiner, Pollard Harry y Peter Hilton en mayo de 1979 en American Mathematical Monthly (86:401-12), en las que Pollard escribió: «La sociedad en la que el aprendizaje es admirado y perseguido por sí mismo ha desaparecido.» La revisión de Hilton fue más directa: Kline ha «puesto en las manos de los enemigos... [un] arma». Aunque Kline comenzó, en 1956, con un llamado a la acción para un cambio en la educación de las matemáticas, una vez que la movilización estaba en movimiento se volvió crítico. 
Para considerar lo que motivó a Morris Kline para protestar, podemos mirar hacia atrás a la opinión del profesor Meder:
Me pregunto si en realidad, al profesor Kline le gustan mucho las matemáticas. [...] Creo que es un físico de corazón, o tal vez un filósofo natural, no un matemático, y que la razón por la que no le gustan las propuestas para orientar los planes de estudios sobre matemáticas hacia a las diversas necesidades del siglo XX, haciendo uso de algunos conceptos desarrollados en las matemáticas en los últimos cien años, no es que esa matemática sea mala, sino que minimiza la importancia de la física.
Podría parecer así, pues Kline recupera la idea de E. H. Moore de combinar la ciencia y las matemáticas en la escuela secundaria. Pero una lectura atenta muestra que Kline llama a las matemáticas una "parte de los esfuerzos del hombre para entender y dominar su mundo", y ve ese papel en un amplio espectro de ciencias.

### Publicaciones
1. Introducción a las matemáticas (con Irvin W. Kay). Houghton Mifflin, 1937
2. Teoría de ondas electromagnéticas (ed), Inter-Science Publishers, 1951
3. Matemáticas en la cultura occidental. Oxford University Press, 1953
4. Las matemáticas y el mundo físico. TY Crowell Co., 1959
5. Matemáticas, un enfoque cultural. Addison-Wesley, 1962
6. Teoría Electromagnética y Óptica Geométrica (con Irvin W. Kay). John Wiley and Sons, 1965
7. Cálculo, un enfoque intuitivo y física. John Wiley and Sons, 1967, 1977, reimpresión 1998. Dover Publications ISBN 0-486-40453-6
8. Matemáticas para las Artes Liberales. Addison-Wesley, 1967 (reeditado en Matemáticas para la Nonmathematician , Dover Publications, Inc., 1985) ( ISBN 0-486-24823-2 )
9. Matemáticas en el Mundo Moderno (ed). WH Freeman and Co., 1968
10. El pensamiento matemático desde la antigüedad hasta los tiempos modernos. Oxford University Press, 1972
11. El fracaso de la matemática moderna. ¿Porqué Juanito no saber sumar?. St. Martin Press, 1973
12. ¿Por qué el profesor no puede enseñar? las Matemáticas y el dilema de la educación universitaria. St. Martin Press, 1977 ( ISBN 0-312-87867-2 )
13. Matemáticas: La pérdida de seguridad. Oxford University Press, 1980 ( ISBN 0-19 hasta 502754-X ); OUP Galaxy Books. reimpresión ( ISBN 0-19-503085-0 )
14. Matemáticas: Una introducción a su espíritu y su uso. Lecturas de la revista Scientific American
15. Matemáticas en el mundo moderno. Lecturas de la revista Scientific American
16. El lenguaje de formas (con Abraham Lobo Corona).
17. Las matemáticas y la búsqueda del conocimiento.